# Коукал цейлонський
Коука́л цейлонський (Centropus chlororhynchos) — вид зозулеподібних птахів родини зозулевих (Cuculidae). Ендемік Шрі-Ланки.

## Опис

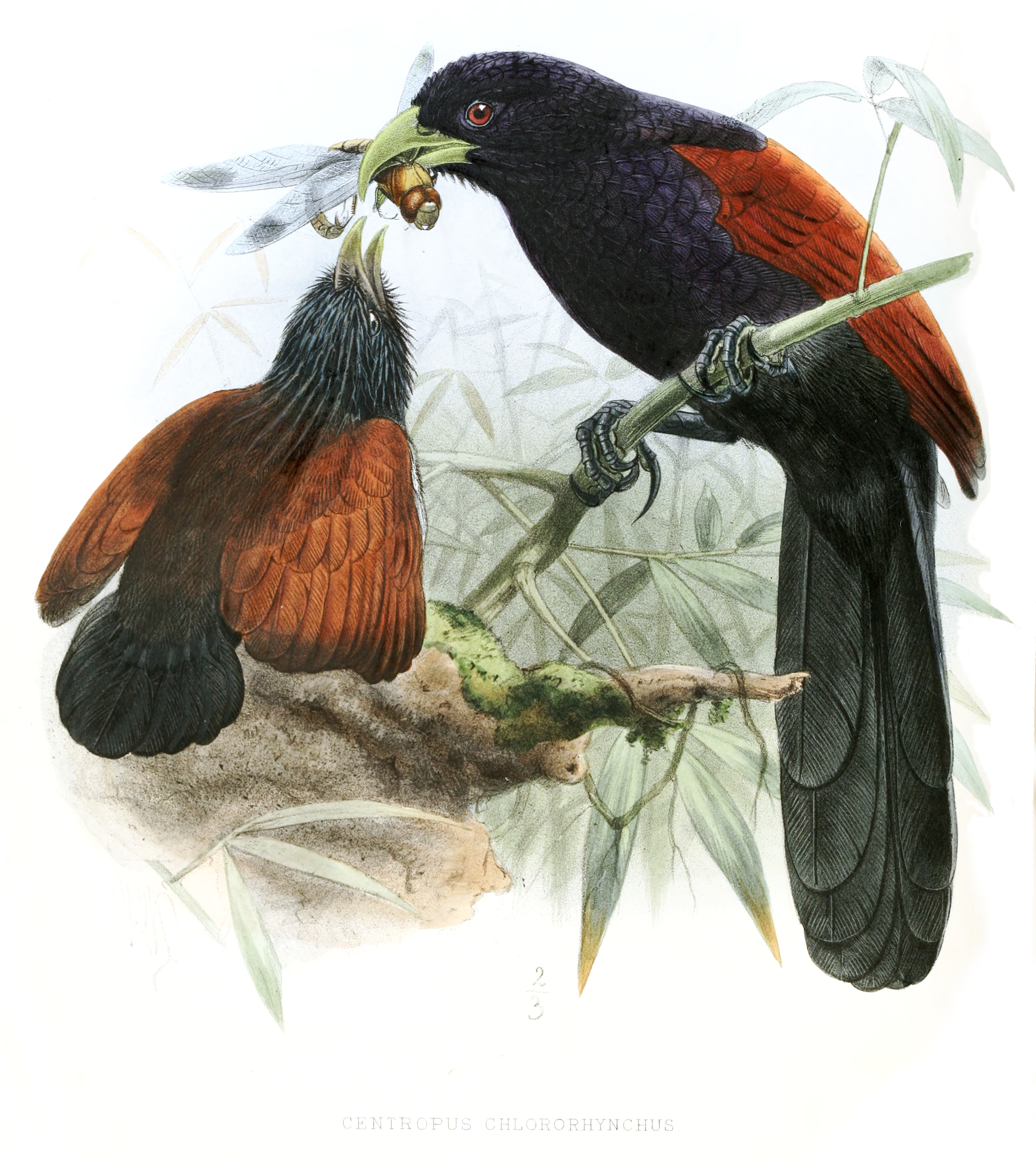
Цейлонські коукали

Довжина птаха становить 43—46 см, самиці є дещо більшими за самців. Забарвлення переважно матово-чорне, крила зверху темно-бордові, знизу чорні, хвіст темно-зелений. Райдужки червоні або червонувато-карі, дзьоб роговий або блідо-зелений, лапи чорні. У молодих птахів очі сірі, дзьоб біля основи темний, лапи сірі або рожеві. Голос — дзвінкий, протяжний «хууу-пууу» або «хууу-пуу-пууу».

## Поширення і екологія
Цейлонські коукали живуть у вологих рівнинних тропічних лісах з густим бамбуковим підліском на південному заході острова Шрі-Ланка. Зустрічаються на висоті до 760 м над рівнем моря. Живляться різноманітними безхребетними, зокрема равликами, дрібними земноводними і плазунами, а також плодами. Сезон розмноження триває з січня по липень. У кладці 2—3 білих яйця.

## Збереження
МСОП класифікує цей вид як вразливий. За оцінками дослідників, популяція цейлонських коукалів становить від 3500 до 15 000 птахів. Їм загрожує знищення природного середовища.

## В культурі
Цейлонський коукал зображений на поштовій марці Шрі-Ланки номіналом 20 шрі-ланкійських рупій.